# Ceriana
Ceriana (ligur nyelven Çeriana) egy olasz község Liguria régióban, Imperia megyében

## Földrajz
. 

Ceriana község Imperia megye térképén

A vele szomszédos települések Badalucco, Bajardo, Sanremo és Taggia.

## Fordítás
- Ez a szócikk részben vagy egészben  a   Ceriana című olasz Wikipédia-szócikk fordításán alapul.  Az eredeti cikk szerkesztőit annak laptörténete sorolja fel. Ez a jelzés csupán a megfogalmazás eredetét és a szerzői jogokat jelzi, nem szolgál a cikkben szereplő információk forrásmegjelöléseként.